# Romone Saunders
Romone Saunders (Temple Hills (Maryland), 7 de octubre de 1995) es un jugador de baloncesto estadounidense que puede jugar de base y escolta.

## Carrera deportiva
Es un jugador formado durante cuatro temporadas en los Wagner Seahawks, donde alcanzó unos grandes promedios en su último año con 16,5 puntos, 7,2 rebotes y 3,2 asistencias.
En septiembre de 2019, llega a España para completar la plantilla del Club Baloncesto Peixefresco Marín en su regreso a la Liga LEB Oro.